# 加藤綾子 (脚本家)
加藤 綾子（かとう あやこ、1971年10月26日 - ）は、日本の脚本家。神奈川県出身。2006年（2005年に初単独クレジット）デビュー。アンドリーム（&REAM）所属。

## 作品

### テレビドラマ
- 毒姫とわたし （2011年、東海テレビ制作昼の帯ドラマ） - 山本あかりと共同脚本
- ごちそうさんっていわしたい! （2014年4月19日、NHKBSプレミアム）[3] - 連続テレビ小説（脚本：森下佳子）の単発スピンオフ作品
- トランジットガールズ（2015年、フジテレビ）
- 女性作家ミステリーズ 美しき三つの嘘 第2話「炎」（2016年1月4日、フジテレビ）
- DIVE!!（2021年、テレビ東京）
- 私の正しいお兄さん（2021年、FOD・フジテレビ）
- スイートモラトリアム（2023年、TBS）
- 夫の家庭を壊すまで（2024年、テレビ東京） - 岸本鮎佳と共同脚本

### 映画
- ハローグッバイ（2017年）
- 藍に響け（2021年）

### テレビアニメ
- 坂道のアポロン （2012年、フジテレビ 「ノイタミナ」） - 柿原優子と共同脚本
- 藍に響け（2021年）ちはやふる2 （2013年、日本テレビ） - 柿原優子と共同脚本
- 鬼平（2017年、テレビ東京）
- ラブオールプレー（2022年）

### 漫画
・うむ、うまない、うめない、うみたい （2022年）原作

## 関連文献
- 月刊『ドラマ』 2011年10月号 「新しい波」
- 月刊『ドラマ』 2013年3月号 「さらだたまこ／カフェ・ラ・テの庭で（47）」